# ولادیمیر گروشیخین
ولادیمیر یوریویچ گروشیخین ( روسی: Владимир Юрьевич Грушихин؛ زادهٔ ۱۱ ژوئن ۱۹۷۱ در مسکو) قایقران رشته کانو اهل روسیه-ارمنستان است که در اوایل دهه ۲۰۰۰ برای ارمنستان به رقابت می‌پرداخت پیش از اینکه در میانه دهه ۲۰۰۰ برای روسیه به رقابت به پردازد. وی در مسابقات قهرمانی کانو اسپرینت جهان ۲۰۰۳ در گینس ویل برای روسیه برنده یک مدال برنز شد. گروشیخین همچنین در دو المپیک به رقابت پرداخت. در بازی‌های المپیک تابستانی ۲۰۰۰ در سیدنی برای ارمنستان به رقابت پرداخت. در بازی‌های المپیک تابستانی ۲۰۰۴ در آتن برای روسیه به رقابت پرداخت.